# Gai Semproni Bles (cònsol)
Gai Semproni Bles (llatí: Gaius Sempronius Ti. f. Ti. n. Blæsus) va ser un magistrat romà que va viure al segle iii aC. Formava part de la gens Semprònia i era de la família dels Bles, d'origen plebeu.
Va ser elegit cònsol l'any 253 aC durant la Primera Guerra Púnica. Ell i el seu col·lega Gneu Servili Cepió van navegar amb una flota de 250 vaixells cap a la costa africana que van assolar i van fer molt de botí. A pesar de tot no van aconseguir cap victòria important, i per la inexperiència dels pilots van patir un accident marítim al Sirtis Menor, encallant entre les roques. Només van poder sortir en pujar la marea i llençant tot el botí per la borda. Aquest desastre els va fer decidir a retirar-se a Sicília i quan s'acostaven al Palinurus Promontorium els va sorprendre una tempesta en la qual 150 vaixells van ser destruïts. Els dos cònsols, tot i aquesta desgràcia, van obtenir sengles triomfs pels seus atacs a Àfrica. Va ser cònsol per segona vegada l'any 244 aC juntament amb Aulus Manli Torquat Àtic i en aquest any es va fundar la colònia de Brundusium.